# 上村恭生
上村 恭生（うえむら やすお、1959年5月27日 - 2005年12月11日）は、日本の高校野球指導者。元智弁学園高等学校野球部監督。現役時代は二塁手。監督として甲子園出場、8回（春3回、夏5回）、通算8勝8敗。

## 来歴
奈良県御所市出身。1975年に智弁学園高校に入学し、髙嶋仁の指導を受けた。同期に山口哲治がいる。
高校2年の1976年の第48回選抜高等学校野球大会に出場。高校3年時は、山口をエースに春は2番・二塁手、夏は9番・二塁手として、春夏連続出場。特に春の第49回選抜高等学校野球大会ではベスト4進出に大きく貢献した。その後、日本体育大学に進学し、3年からレギュラーを獲得。ベストナインを2度受賞し、3度のリーグ優勝と1980年の明治神宮野球大会優勝に大きく貢献した。
1982年に保健体育教師として母校・智弁学園に赴任、同時に野球部コーチとなる。1988年には監督に就任し、1989年夏の第71回全国高等学校野球選手権大会に出場、3回戦まで進出する。その後、2001年春に監督を退くまで指揮を執った。この間、特に1995年の第77回全国高等学校野球選手権大会では、のちに当校野球部監督となる主将・小坂将商を率いて、準々決勝戦では福留孝介らが居たPL学園に8-6と競り勝ち、夏の甲子園大会では最高位のベスト4入りを果たしている。
1997年からは、3年連続で夏の選手権大会出場を果たしたが、1998年夏の奈良県予選決勝直後に腎臓疾患で病院に救急搬送されるなど、病魔に冒されつつあった。
2001年春、エース・秦裕二で出場した第73回選抜高等学校野球大会後に、林守と入れ替わる形で恩師・髙嶋仁が監督を務める兄弟校の智弁和歌山に転任。野球部部長となり、2002年春夏、2003年春夏の4度甲子園に出場した。
2003年夏の大会後、強打者・加治前竜一を擁しながら甲子園出場を逃した直後の智弁学園の監督に復帰。晩年は枡田慎太郎らの指導を続けていたが、2005年12月11日、多臓器不全のため、46歳で急逝した。その後、2005年4月より当高校野球部コーチを務めていた教え子の小坂将商が監督代行を担当し、翌2006年4月に小坂は野球部監督へ正式に就任した。

## 教え子
- 小坂将商（2006年4月 - ・智辯学園高校野球部監督。2016年春の選抜大会で智弁学園として春夏通じて初の優勝達成）
- 福井敬治
- 庄田隆弘
- 中村真人
- 秦裕二
- 岡﨑太一
- 枡田慎太郎